# San Bernabé, Durango
San Bernabé är en ort i Mexiko.   Den ligger i kommunen Mezquital och delstaten Durango, i den centrala delen av landet, 700 km nordväst om huvudstaden Mexico City. San Bernabé ligger 676 meter över havet och antalet invånare är 191.
Terrängen runt San Bernabé är kuperad söderut, men norrut är den bergig. San Bernabé ligger nere i en dal. Runt San Bernabé är det mycket glesbefolkat, med 3 invånare per kvadratkilometer. Närmaste större samhälle är Huazamota, 11,5 km sydost om San Bernabé. I omgivningarna runt San Bernabé växer huvudsakligen savannskog.